# Benz 18 PS
Der Benz 18 PS war eine Weiterentwicklung des Benz Parsifal 22 PS.
Der Wagen war mit einem Vierzylinder-Reihen-Viertaktmotor mit 3160 cm³ Hubraum ausgestattet, der 18 PS (13 kW) bei 1400 min−1 leistete. Die Motorkraft wurde über eine Lederkonuskupplung an ein Drei- oder Vierganggetriebe weitergeleitet und von dort je nach Wunsch des Kunden über Ketten oder eine Kardanwelle an die Hinterräder.
Das blattgefederte Fahrzeug mit Holzspeichenrädern und Luftreifen kostete als Doppelphaeton ℳ 12.500,-- oder als Limousine ℳ 14.500,--. Der Kettenantrieb kostete ℳ 1000,-- Aufpreis.